# Driller
Driller (známá také jako Space Station Oblivion) je počítačová hra z roku 1987. Autorem je společnost Incentive Software. Hra byla vydána pro počítače ZX Spectrum, Commodore 64, Amstrad CPC, Atari ST, Commodore Amiga a MS-DOS. V roce 1988 vyšlo pokračování Dark Side.
Jedná se o trojrozměrnou hru využívající grafický engine Freescape.
Hra se odehrává na planetě, které hrozí výbuch plynu. Cílem hráče je umístit na vhodná místa 18 vrtných plošin, aby mohl být plyn odčerpán.